# Holascus taraxacum
Holascus taraxacum är en svampdjursart som först beskrevs av Lendenfeld 1915.  Holascus taraxacum ingår i släktet Holascus och familjen Euplectellidae. Inga underarter finns listade i Catalogue of Life.